# La Ferrière (Vendée)
La Ferrière és un municipi francès situat al departament de Vendée i a la regió de País del Loira. L'any 2007 tenia 4.466 habitants.

## Demografia

### Població
El 2007 la població de fet de La Ferrière era de 4.466 persones. Hi havia 1.681 famílies de les quals 356 eren unipersonals (161 homes vivint sols i 195 dones vivint soles), 603 parelles sense fills, 632 parelles amb fills i 90 famílies monoparentals amb fills.
La població ha evolucionat segons el següent gràfic:
Habitants censats

### Habitatges
El 2007 hi havia 1.801 habitatges, 1.713 eren l'habitatge principal de la família, 15 eren segones residències i 73 estaven desocupats. 1.728 eren cases i 63 eren apartaments. Dels 1.713 habitatges principals, 1.330 estaven ocupats pels seus propietaris, 373 estaven llogats i ocupats pels llogaters i 9 estaven cedits a títol gratuït; 20 tenien una cambra, 39 en tenien dues, 232 en tenien tres, 462 en tenien quatre i 960 en tenien cinc o més. 1.511 habitatges disposaven pel capbaix d'una plaça de pàrquing. A 624 habitatges hi havia un automòbil i a 1.006 n'hi havia dos o més.

### Piràmide de població
La piràmide de població per edats i sexe el 2009 era:
| Homes | Edats   | Dones |
| ----- | ------- | ----- |
| 0     | 95 o +  | 4     |
| 4     | 90 a 94 | 24    |
| 28    | 85 a 89 | 28    |
| 12    | 80 a 84 | 16    |
| 48    | 75 a 79 | 52    |
| 56    | 70 a 74 | 80    |
| 76    | 65 a 69 | 88    |
| 84    | 60 a 64 | 60    |
| 40    | 55 a 59 | 36    |
| 192   | 50 a 54 | 176   |
| 184   | 45 a 49 | 168   |
| 144   | 40 a 44 | 140   |
| 176   | 35 a 39 | 132   |
| 152   | 30 a 34 | 152   |
| 144   | 25 a 29 | 144   |
| 140   | 20 a 24 | 108   |
| 168   | 15 a 19 | 124   |
| 140   | 10 a 14 | 140   |
| 132   | 5 a 9   | 116   |
| 116   | 0 a 4   | 100   |

## Economia
El 2007 la població en edat de treballar era de 2.982 persones, 2.304 eren actives i 678 eren inactives. De les 2.304 persones actives 2.152 estaven ocupades (1.114 homes i 1.038 dones) i 152 estaven aturades (77 homes i 75 dones). De les 678 persones inactives 380 estaven jubilades, 181 estaven estudiant i 117 estaven classificades com a «altres inactius».

### Ingressos
El 2009 a La Ferrière hi havia 1.820 unitats fiscals que integraven 4.732 persones, la mediana anual d'ingressos fiscals per persona era de 18.335 €.

### Activitats econòmiques
Dels 161 establiments que hi havia el 2007, 4 eren d'empreses extractives, 6 d'empreses alimentàries, 1 d'una empresa de fabricació de material elèctric, 1 d'una empresa de fabricació d'elements pel transport, 9 d'empreses de fabricació d'altres productes industrials, 31 d'empreses de construcció, 34 d'empreses de comerç i reparació d'automòbils, 3 d'empreses de transport, 6 d'empreses d'hostatgeria i restauració, 3 d'empreses d'informació i comunicació, 7 d'empreses financeres, 5 d'empreses immobiliàries, 15 d'empreses de serveis, 23 d'entitats de l'administració pública i 13 d'empreses classificades com a «altres activitats de serveis».
Dels 53 establiments de servei als particulars que hi havia el 2009, 1 era una oficina de correu, 2 oficines bancàries, 6 tallers de reparació d'automòbils i de material agrícola, 1 taller d'inspecció tècnica de vehicles, 4 paletes, 8 guixaires pintors, 8 fusteries, 4 lampisteries, 3 electricistes, 2 empreses de construcció, 6 perruqueries, 3 veterinaris, 2 restaurants, 1 agència immobiliària i 2 salons de bellesa.
Dels 11 establiments comercials que hi havia el 2009, 1 era un supermercat, 2 fleques, 2 carnisseries, 1 una llibreria, 1 una botiga d'equipament de la llar, 1 una botiga de mobles i 3 floristeries.
L'any 2000 a La Ferrière hi havia 66 explotacions agrícoles que ocupaven un total de 2.760 hectàrees.

## Equipaments sanitaris i escolars
El 2009 hi havia 2 farmàcies i 1 ambulància.
El 2009 hi havia 2 escoles maternals i 2 escoles elementals.

## Poblacions més properes
El següent diagrama mostra les poblacions més properes.